# Dorytomus inexpectatus
Dorytomus inexpectatus (лат.) — вид жуков-долгоносиков рода Dorytomus (Curculionidae). Питается на растениях рода тополь. Обитает на Дальнем Востоке России (Магаданская область, Приморский край).

## Описание
Мелкие жуки-долгоносики, длина от 3,5 до 4 мм. Окраска тела темно-коричневая; переднеспинка и лапки светлее. Бёдра в средней части с небольшим зубцом. Имеют вытянутую и слабо изогнутую головотрубку. Перед тазиками зубцевидно выступают задние края килей переднегруди. Усики коленчатые. Тело покрыто ланцетовидными и узколанцетными чешуйками. Коготки ног простые и широко расставленные. Вид был впервые описан в 1976 году советским и российским энтомологом Борисом Александровичем Коротяевым.